# Vladimír Machulda (1949)
Ing. Vladimír Machulda (* 20. dubna 1949, Braňany) je bývalý český hokejový útočník. Po skončení aktivní kariéry působil jako trenér mládeže. Jeho synem je bývalý hokejový reprezentant a trenér Vladimír Machulda. 
Má tři syny: Vladimir Machulda ml., Pavel Machulda a Tomáš Machulda 

## Hokejová kariéra
V československé lize hrál za TJ CHZ Litvínov. Odehrál 11 ligových sezón, nastoupil v 333 ligových utkáních, dal 90 gólů a měl 66 asistencí. V 18 letech byl nejlepším střelcem Litvínova v ligovém ročníku. V nižších soutěžích hrál za TJ VTŽ Chomutov a TJ Baník Most.

## Klubové statistiky
| Sezona    | Klub            | Soutěž  | Základní část | Základní část | Základní část | Základní část | Základní část |
| Sezona    | Klub            | Soutěž  | Z             | G             | A             | B             | TM            |
| --------- | --------------- | ------- | ------------- | ------------- | ------------- | ------------- | ------------- |
| 1966/1967 | CHZ Litvínov    | 1. liga | 12            | 4             | -             | -             | -             |
| 1967/1968 | CHZ Litvínov    | 1. liga | 34            | 20            | 6             | 26            | -             |
| 1970/1971 | CHZ Litvínov    | 1. liga | 1             | 0             | 0             | 0             | -             |
| 1971/1972 | CHZ Litvínov    | 1. liga | 34            | 4             | 7             | 11            | -             |
| 1972/1973 | CHZ Litvínov    | 1. liga | 35            | 5             | 7             | 12            | -             |
| 1973/1974 | CHZ Litvínov    | 1. liga | 42            | 7             | 10            | 17            | -             |
| 1974/1975 | CHZ Litvínov    | 1. liga | 44            | 8             | 10            | 18            | -             |
| 1975/1976 | CHZ Litvínov    | 1. liga | 22            | 6             | 3             | 9             | -             |
| 1976/1977 | CHZ Litvínov    | 1. liga | 34            | 8             | 4             | 12            | -             |
| 1977/1978 | CHZ Litvínov    | 1. liga | 40            | 20            | 13            | 33            | 19            |
| 1978/1979 | CHZ Litvínov    | 1. liga | 35            | 8             | 6             | 14            | 12            |
| 1979/1980 | TJ VTŽ Chomutov | 2. liga | -             | 15            | -             | -             | -             |
| 1980/1981 | TJ VTŽ Chomutov | 2. liga | -             | 10            | -             | -             | -             |